# Manfred Spieß
Manfred Spieß (* 29. Juni 1940 in Sondershausen) ist ein ehemaliger deutscher Politiker 
(DDR-CDU, ab 1990 CDU). Er  war Mitglied des Thüringer Landtags in der 1. Wahlperiode 1990–1994. 

## Werdegang
Spieß erwarb 1957 den Berufsabschluss als Hauer, im Anschluss arbeitete er bis 1973 als Angestellter. Ab 1973 war er Geschäftsführer des Kreisverbandes bzw. der Geschäftsstelle der CDU der DDR in Apolda. 1979 schloss Spieß ein Studium als Diplomstaatswissenschaftler ab. 
Spieß war von 1974 bis 1991 Abgeordneter des Kreistages Apolda.  
Spieß lebt in Mellingen. Er ist evangelisch, verheiratet und hat drei Kinder.